# Ed Clancy
Edward Clancy, OBE (* 12. März 1985 in Barnsley) ist ein ehemaliger englischer Radrennfahrer, der auf Bahn und Straße aktiv war. Er ist dreifacher Olympiasieger in der Mannschaftsverfolgung und galt als „einer der besten Vierer-Anfahrer der Welt“.

## Sportliche Laufbahn
Seinen ersten Erfolg fuhr Ed Clancy bei den britischen Bahnradsport-Meisterschaften 2004 ein. Zusammen mit Mark Cavendish wurde er Zweiter im Madison. Zur Saison 2005 wechselten die beiden auf Vermittlung des Leiters des T-Mobile Development Programms Heiko Salzwedel zum deutschen Continental Team Sparkasse. 2005 wurde er mit Cavendish, Steve Cummings und Geraint Thomas britischer Meister in der Mannschaftsverfolgung. Gegen Ende der Saison 2006 fuhr Clancy als Stagiaire bei dem belgischen Professional Continental Team Landbouwkrediet-Colnago.
Bei den Olympischen Spielen 2008 in Peking gewann das britische Quartett mit Geraint Thomas, Bradley Wiggins, Paul Manning und Ed Clancy Gold in der Mannschaftsverfolgung vor Dänemark und Neuseeland. Bei den Olympischen Spielen vier Jahre später konnte Clancy den Olympiasieg in der Mannschaftsverfolgung wiederholen und errang die Bronzemedaille im Omnium.
2013 wurde Ed Clancy in Minsk Vize-Weltmeister in der Mannschaftsverfolgung, gemeinsam mit Steven Burke, Sam Harrison und Andrew Tennant. Im Jahr darauf holte er mit dem britischen Team in der Mannschaftsverfolgung bei den Commonwealth Games die Silbermedaille, und die Briten wurde Europameister. 2015 holte das britische Quartet mit Clancy die Silbermedaille bei den Bahnweltmeisterschaften. In Vorbereitung des Starts bei den Olympischen Spielen 2016 in Rio de Janeiro erlitt Clancy im Oktober, kurz vor den UEC-Bahn-Europameisterschaften 2015, einen Bandscheibenvorfall, als er sich nach einer Tasche bücken wollte. Er konnte weder bei den Europameisterschaften noch bei den beiden folgenden Läufen des Bahnrad-Weltcups starten und musste sich einer Operation unterziehen. Nach längerer Rekonvaleszenz konnte Clancy bei den Bahnweltmeisterschaften im März in London starten und sich so seine Chance auf eine Qualifikation für die Spiele in Rio erhalten, für die er letztlich nominiert wurde.
Im selben Jahr wurde Clancy mit Owain Doull, Steven Burke und Bradley Wiggins bei den Olympischen Spielen in Rio de Janeiro Olympiasieger in der Mannschaftsverfolgung. Bei den UCI-Bahn-Weltmeisterschaften 2018 in Apeldoorn wurde er gemeinsam mit Kian Emadi, Ethan Hayter und Charlie Tanfield Weltmeister in derselben Disziplin, bei den Weltmeisterschaften im Jahr darauf belegte der britische Vierer mit Clancy Platz zwei. 2021, beim Lauf der Champions League in London nahm Clancy Abschied vom Radsport.

## Ehrungen
Clancy wurde mit der Aufnahme in die Hall of Fame des europäischen Radsportverbandes Union Européenne de Cyclisme geehrt.

## Erfolge

### Bahn
2003

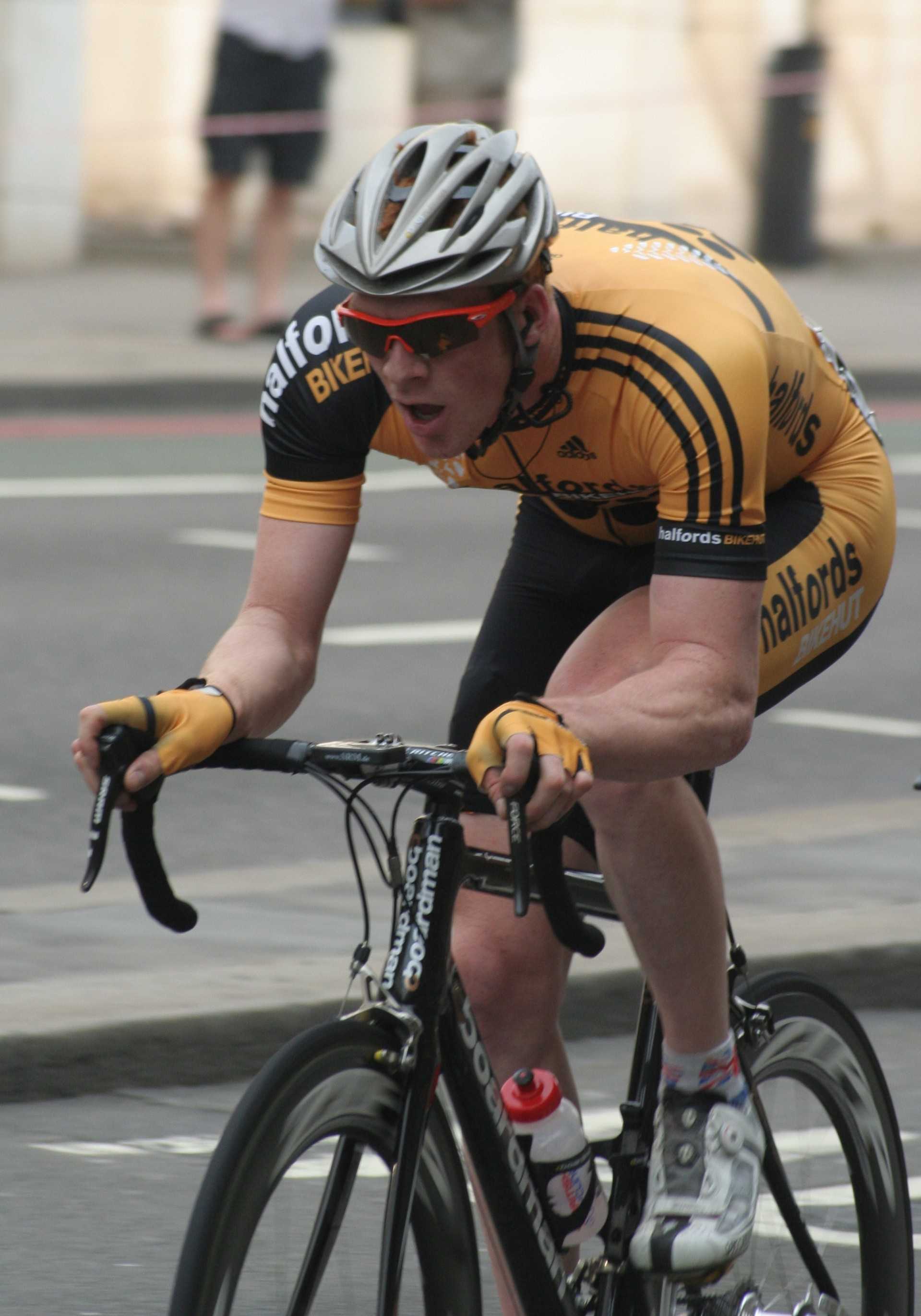
Clancy bei der Tour of Britain 2009

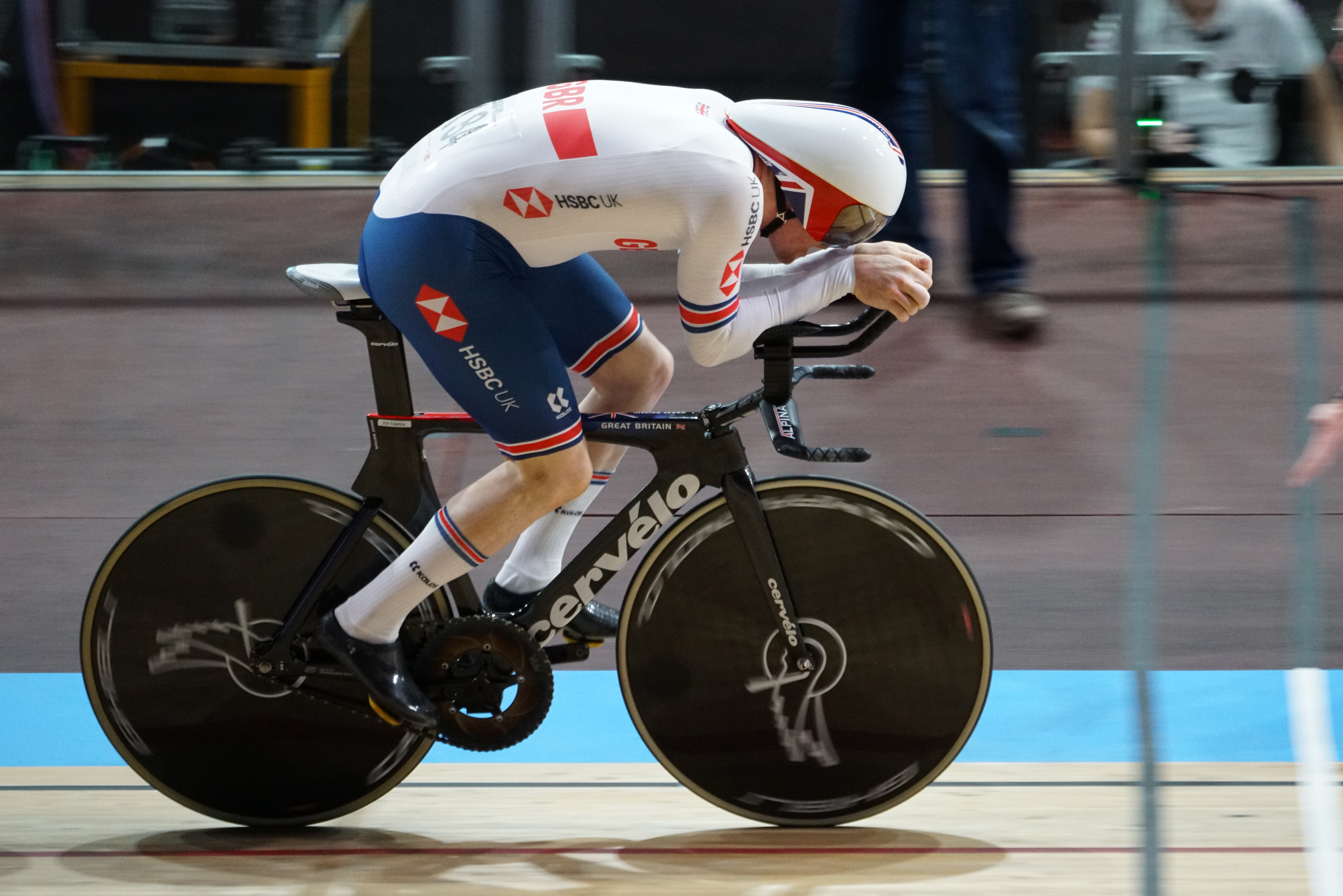
Clancy bei der Bahn-WM 2020 in Berlin

- Britischer Meister – Einerverfolgung (Junioren)
- Britischer Meister – Punktefahren (Junioren)

2005
- Britischer Meister – Mannschaftsverfolgung (mit Steve Cummings, Mark Cavendish und Geraint Thomas)

2006
- Britischer Meister – Mannschaftsverfolgung (mit Steve Cummings, Paul Manning und Chris Newton)

2007
- Weltmeister – Mannschaftsverfolgung (mit Steve Cummings, Geraint Thomas und Bradley Wiggins)

2008
- Olympiasieger – Mannschaftsverfolgung (mit Geraint Thomas, Bradley Wiggins und Paul Manning) – Neu Weltrekord 3:53,314
- Weltmeister – Mannschaftsverfolgung (mit Geraint Thomas, Bradley Wiggins und Paul Manning) – neuer Weltrekord 3:56.322
- Weltcup Manchester – Einerverfolgung
- Weltcup Manchester – Mannschaftsverfolgung (mit Steven Burke, Robert Hayles und Geraint Thomas)

2009
- Weltcup Kopenhagen – Mannschaftsverfolgung mit Steven Burke, Peter Kennaugh und Chris Newton

2010
- Weltcup Cali – Omnium
- Weltmeister im Omnium
- bei den UCI-Bahn-Weltmeisterschaften 2010 in der Mannschaftsverfolgung mit Andrew Tennant, Ben Swift und Steven Burke
- Europameister in der Mannschaftsverfolgung mit Steven Burke, Jason Queally und Andrew Tennant

2011
- Europameister – Mannschaftsverfolgung (mit Steven Burke, Peter Kennaugh und Geraint Thomas)
- Europameister – Omnium

2012
- Weltmeister – Mannschaftsverfolgung (mit Steven Burke, Peter Kennaugh, Andrew Tennant und Geraint Thomas)
- Olympiasieger – Mannschaftsverfolgung (mit Steven Burke, Peter Kennaugh und Geraint Thomas)
- Olympische Spiele 2012 – Omnium

2013
- Vize-Weltmeister – Mannschaftsverfolgung (mit Steven Burke, Sam Harrison und Andrew Tennant)
- Europameister – Mannschaftsverfolgung (mit Steven Burke, Owain Doull und Andrew Tennant)
- Britischer Meister – Einerverfolgung
- Britischer Meister – Punktefahren
- Weltcup Manchester – Mannschaftsverfolgung mit Steven Burke, Owain Doull und Andrew Tennant

2014
- Commonwealth Games – Mannschaftsverfolgung (mit Steven Burke, Andrew Tennant und Bradley Wiggins)
- – Mannschaftsverfolgung mit Jonathan Dibben, Owain Doull und Andrew Tennant

2015
- Vize-Weltmeister – Mannschaftsverfolgung (mit Steven Burke, Owain Doull und Andrew Tennant)

2016
- Olympiasieger – Mannschaftsverfolgung (mit Steven Burke, Owain Doull und Bradley Wiggins)
- Vize-Weltmeister – Mannschaftsverfolgung (mit Jonathan Dibben, Owain Doull, Bradley Wiggins, Steven Burke und Andrew Tennant)
- Weltcup in Manchester – Mannschaftsverfolgung (mit Steven Burke, Oliver Wood und Kian Emadi)

2018
- Weltmeister – Mannschaftsverfolgung (mit Kian Emadi, Ethan Hayter und Charlie Tanfield)

2019
- Weltmeisterschaft – Mannschaftsverfolgung (mit Ethan Hayter, Kian Emadi, Charlie Tanfield und Oliver Wood)

### Straße
2005
- eine Etappe Tour de Berlin

2011
- eine Etappe Tour de Korea

2018
- Prolog Herald Sun Tour

## Teams
- 2005 Team Sparkasse
- 2006 Team Sparkasse
- 2007 Landbouwkrediet-Tönissteiner
- 2008 Landbouwkrediet-Tönissteiner
- 2009 Team Halfords
- 2010 Motorpoint-Marshalls Pasta
- 2011 Rapha Condor-Sharp
- 2012 Rapha Condor
- 2013 Rapha Condor JLT
- 2014 Rapha Condor JLT
- 2015 Rapha Condor JLT
- 2016 JLT Condor
- 2017 JLT Condor
- 2018 JLT Condor
- 2019 Vitus Pro Cycling